# Biohazard (banda)
Biohazard (del inglés: Riesgo biológico) es una banda hardcore formada en el año 1988 en el distrito neoyorquino de Brooklyn. Integraban la formación original el guitarrista/vocalista Billy Graziadei, el bajista/vocalista Evan Seinfeld, el guitarrista Bobby Hambel, y el baterista Anthony Meo. Ellos formaron Biohazard con el propósito de expresar puntos de vista políticos, y para discutir los problemas que enfrentaba la juventud urbana.
Influenciados por bandas como Black Sabbath, Iron Maiden, Run DMC, Bad Brains, Judas Priest, Cro-Mags, Public Enemy, The Ramones y Agnostic Front entre otros trascendieron la categorización y las etiquetas para crear un híbrido musical que combinaba heavy metal y hardcore punk con elementos de hip-hop y rap.

## Historia

### Los comienzos
La banda fue formada en 1987 en Brooklyn. La alineación original consistía en Evan Seinfeld como bajista y vocalista, Bobby Hambel en la guitarra y el baterista Anthony Meo. El guitarrista/vocalista Billy Graziadei se unió a la banda pronto después de su formación. Su primer demo, publicado en 1988, fue polémico. Algunos periodistas consideraron que las letras de la banda mostraban tendencias fascistas y puntos de vista supremacistas. En entrevistas posteriores, la banda desmintió tales acusaciones y alegaron que Seinfeld era judío. Seinfeld y Graziadei explicaron que había sido una publicidad engañosa para ganar popularidad sobre la banda Carnivore y sus fanes. Al final, la banda comenzó a predicar el mensaje de la tolerancia y el antirracismo. Después de publicar su demo, Anthony Meo dejó la banda y el baterista Danny Schuler lo reemplazó. Un segundo demo fue publicado en 1989.
Nunca se consideraron realmente una banda Hardcore, pero a menudo compartían escenario con bandas pertenecientes a la escena hardcore neoyorquina, como Cro-Mags y Agnostic Front. También compartieron escenarios con la banda de la escena de Nueva Jersey, Mucky Pup, que fue desarrollando y dando pasó a una amistad entre estas dos bandas. Mucky Pup se volvió un fuerte apoyo de Biohazard y muchas veces agendaban quien sería el plato inicial, pero muchos clubes se negaban a que Biohazard tocara, pensando que sus shows incitaban a la violencia. Como resultado, Mucky Pup los dejaba tocar algunas canciones antes de su propia presentación.

### Maze Records
En 1990, Biohazard firmó un contrato de grabación con Maze Records. El disco homónimo de la banda fue pobremente promocionado por el sello y vendió aproximadamente 40.000 copias. Los temas que abordaba el álbum eran peleas de pandillas, drogas y violencia, y fue incorporado como clip de audio para la película The Warriors. La banda comenzó su primera gira europea y cuando regresaron, se dieron cuenta de que los problemas que ellos cantaban en su primera grabación no estaban cercanos a su lugar de origen, Brooklyn.
Un año después del lanzamiento del debut, Seinfeld y Graziadei contribuyeron en la canción “Three Dead Gophers” del tercer disco de Mucky Pup, Now. El álbum fue lanzado por Roadrunner Records, quienes pronto lanzarían la segunda placa de Biohazard

### Roadrunner Records
En 1992, Biohazard firmó con Roadrunner Records y lanzó Urban Discipline que dio a la banda la atención nacional y mundial al mundo hardcore y heavy metal. El video de la canción “Punishment” se volvió el video más solicitado en la historia del programa de MTV, Headbanger’s Ball, y el álbum vendió más de 1.000.000 de copias. La banda comenzó a abrir para platos fuertes como House Of Pain, Sick Of It All, Fishbone y Kyuss.
Al mismo tiempo, varios miembros de Mucky Pup habían formado la banda Dog Eat Dog. Biohazard había continuado su amistad con ellos y comenzaron a compartir escenario con Dog Eat Dog. Mientras giraban por Europa, Graziadei entregó un demo de Dog Eat Dog a Roadracer Records, que es la parte europea de Roadrunner Records.
La cinta fue enviada de vuelta a las oficina de Nueva York que comenzaron a representar y a agendar varios shows para Dog Eat Dog. Dog Eat Dog firmó su primer contrato con una disquera.
En 1993, el grupo de Hardcore Rap realizó Onyx una versión alternativa (versión “Bionyx”)  de su sencillo “Slam” con Biohazard como su banda de apoyo. Esto ayudó a la colaboración para la canción principal de Judgement Night. La banda sonora vendió más de 2.000.000 de copias en los Estados Unidos.

## Miembros
Presentes
- Bobby Hambel - guitarra (1987-1995, 2008-presente)
- Billy Graziadei - guitarra, vocales (1987-2006, 2008-presente)
- Danny Schuler - batería (1988-2006, 2008-presente)
- Evan Seinfeld - vocales, bajo (1987-2006, 2008-2011, 2022-presente)

Pasados
- Anthony Meo - batería (1987)
- Rob Echeverria - guitarra (1996-2000)
- Leo Curley - guitarra (2000-2002)
- Carmine Vincent - guitarra (2002)
- Scott Roberts - guitarra (2002-2005); bajo, vocales (2011-2016)

## Discografía
- Biohazard (1990)
- Urban Discipline (1992)
- State of the World Address (1994)
- Mata Leao (1996)
- No Holds Barred (Live In Europe) (1997)
- New World Disorder (1999)
- Tales From the B-Side (2001)
- Uncivilization (2001)
- Kill or Be Killed (2003)
- Means to an End (2005)
- Reborn In Defiance (2012)

Biohazard también tuvo un CD hecho con la banda Obituary llamado Biohazard and Obituary.